# Congrès mondial des imams et rabbins pour la paix
Pour les articles homonymes, voir Congrès (homonymie).
Le Congrès mondial des imams et rabbins pour la paix est un projet de rapprochement judéo-musulman dans un but de paix, initié par la fondation suisse « Hommes de Parole », basée à Genève.

## Objectifs
Partant du constat que de nombreux conflits dans le monde trouvent une justification dans la religion, des religieux venus de plus de 43 pays s'engagent dans la voie du dialogue entre leurs communautés.
Objectifs du congrès :
- délégitimer toute forme de violence commise au nom de Dieu ou d'un principe religieux ;
- créer un dialogue et un partenariat d'envergure, durable, entre l'Islam et le Judaïsme ;
- permettre de contribuer à la découverte de solutions pacifiques pour sortir des conflits dans lesquels les deux religions ont une influence et favoriser la mise en place d'actions concrètes sur le terrain ;
- réunir devant les médias du monde entier les responsables des deux religions et leur permettre d'exprimer une position de paix et d'unité.

## Historique
Une assemblée constitutive a lieu en mai-juin 2004 à Ifrane, au Maroc, sous l'égide de la fondation « Hommes de Parole », dans le but d'organiser le premier Congrès mondial des imams et rabbins pour la paix.
Le premier congrès se tient à Bruxelles du 3 au 6 janvier 2005. Cet évènement réunit plus de cent cinquante imams et rabbins.
La deuxième édition rassemble à Séville, du 19 au 22 mars 2006, plus de deux cents personnalités de l'islam et du judaïsme venues du monde entier, entourées de chrétiens et de représentants d'autres religions, d'universitaires, de professionnels de l'éducation, d’étudiants d’écoles rabbiniques et coraniques. Cette rencontre est coorganisée par la « Fondation espagnole des trois cultures de la Méditerranée ». Le congrès a pour partenaires la Fondation des Trois Cultures (créée à l'initiative du Maroc et de l'Andalousie), la Fondation Edmond de Rothschild, la Fondation Ford, le Qatar et la Kingdom Holding Company.
La troisième rencontre a lieu du 16 au 18 décembre 2008 à Paris, au Palais de l'Unesco, avec la participation de 85 personnalités venues d'Israël et des territoires palestiniens, d'Égypte, d'Iran, de Russie, d'Arabie saoudite, de Syrie et des États-Unis.

## Comité permanent pour le dialogue judéo-musulman
Le Comité permanent pour le dialogue judéo-musulman est créé à l'issue du premier congrès dans le but de donner au dialogue judéo-musulman une institution lui permettant de réfléchir et d'agir dans l'ensemble des domaines et des problématiques dans lesquelles sont impliqués l'islam et le judaïsme.
Il est composé de neuf membres fondateurs : quatre personnalités internationales juives, quatre personnalités internationales musulmanes de tout premier plan et un président neutre. Ils représentent plus de cent cinquante imams, rabbins et personnalités judéo-musulmanes venus de vingt-trois pays, participants du premier congrès. Il en constitue l'organe exécutif, chargé de promouvoir ses valeurs, de coordonner ses initiatives et de veiller à leur mise en place. Il assure également la préparation des éditions du Congrès mondial des imams et des rabbins pour la paix.